# Trident-Gletscher (Alaska)
Der Trident-Gletscher ist ein Talgletscher in der nördlichen Alaskakette in Alaska (USA). 
Der Trident-Gletscher besitzt drei Quellgletscher. Der westliche Quellgletscher hat sein Nährgebiet an der Ostflanke des Mount Hayes. Der mittlere Quellgletscher erstreckt sich entlang der Westflanke des Mount Shand und reicht bis auf eine Höhe von ungefähr 2750 m. Der östliche Quellgletscher wird im Westen von Mount Moffit und Mount Shand sowie im Osten vom McGinnis Peak flankiert. Zuerst vereinigen sich der westliche und der mittlere Quellgletscher. 4,5 km talabwärts stößt noch der östliche Quellgletscher dazu. Der 2,5 km breite Hauptgletscher strömt anschließend 14,3 km nach Norden und endet auf einer Höhe von 850 m. Der Gletscher wird über den Delta Creek, einen linken Nebenfluss des Tanana River, entwässert. Die Gesamtlänge einschließlich des mittleren Quellgletschers beträgt 28 km. Der Trident-Gletscher ist im Rückzug begriffen.
Bradford Washburn wählte 1941 die Bezeichnung Trident Glacier, da ihn dessen drei Quellgletscher an einen Dreizack (Trident) erinnerten.